# Tomasz Olszewski (ur. 1960)
Tomasz Olszewski (ur. 15 lipca 1960 w Gdańsku) – autor tekstów, kompozytor, wykonawca, dziennikarz radiowy i telewizyjny, konferansjer.

## Życiorys
Autor tekstów, kompozytor, wykonawca, śpiewający poeta. Debiutował na początku lat 80. XX w. Gra na gitarze akustycznej, klasycznej, mandolinie i harmonijce ustnej. Jego teksty zostały opublikowane m.in. w tomiku „Zapiski z podróży”, pisał też dla innych wykonawców i komponował muzykę do spektakli teatralnych.
Od 1994 prezenter Radia Gdańsk. W latach 2001–2009 prowadził „Brulion Kulturalny” w TVP Gdańsk.
Członek Związku Polskich Autorów i Kompozytorów (ZAKR).

## Dyskografia
- Przesiadka 1995
- Lajf 2002
- Odbijany 2010
- Jest pięknie 2011
- Łatwa miłość 2018
- Czarna tęcza 2019

## Nagrody i wyróżnienia
- wyróżnienie na Ogólnopolskim Przeglądzie Piosenki Autorskiej w Warszawie (1983)[1]
- I nagroda na Ogólnopolskim Przeglądzie Piosenki Autorskiej w Warszawie (1984)[1]
- laureat XI Ogólnopolskich Spotkań Zamkowych „Śpiewajmy Poezję” w Olsztynie (1984)
- Nagroda Publiczności Spotkań Poetyckich im. Edwarda Stachury
- Nagroda Prezydenta Miasta Gdańska w Dziedzinie Kultury z okazji jubileuszu 30-lecia pracy artystycznej (2011)[2]